# Liste der Naturdenkmale in Bingen am Rhein
Die Liste der Naturdenkmale in Bingen am Rhein nennt die im Gemeindegebiet von Bingen am Rhein ausgewiesenen Naturdenkmale (Stand 1. Mai 2024).

## Naturdenkmale
| Nr.         | Bezeichnung                             | Lage                                               | Beschreibung | Bild                                    |
| ----------- | --------------------------------------- | -------------------------------------------------- | --- | --------------------------------------- |
| ND-7339-004 | Rosskastanienallee                      | Bingen am Rhein, Rochusallee Lage                  | Allee aus Aesculus hippocastanum, ca. 700 m lang                                                                                        | Fotos hochladen                         |
| ND-7339-049 | Libanonzeder in der Gabelsberger Straße | Bingen am Rhein, Schloßbergstraße, bei Nr. 50 Lage | Cedrus libani | Direkt Bild zu diesem Denkmal hochladen |
| ND-7339-051 | Goethestein                             | Kempten am Rhein, Mainzer Straße, bei Nr. 186 Lage | auch Goethe-Brekzie; Brekzie aus eckigen Quarzit- und Quarzstücken aus dem Hangschutt des Berges, die durch Kieselsäure verkittet sind. | mehr Fotos \| Fotos hochladen           |

## Ehemalige Naturdenkmale
| Nr. | Bezeichnung | Lage                                             | Beschreibung                                                                               | Bild                                    |
| --- | ----------- | ------------------------------------------------ | ------------------------------------------------------------------------------------------ | --------------------------------------- |
|     | Rondell     | Bingerbrück, südlich des Ortes an der L 214 Lage | Aussichtspunkt mit mehreren Bergahornen (Acer pseudoplatanus); Rechtsverordnung aufgehoben | Direkt Bild zu diesem Denkmal hochladen |